# Dundee United Football Club
Ne doit pas être confondu avec Dundee Football Club ou Dundee Wanderers Football Club.
Maillots
Actualités
Dernière mise à jour : 6 janvier 2025.
Le Dundee United Football Club est un club écossais de football professionnel situé dans la ville de Dundee. Le nom du club est souvent abrégé en Dundee United. Formé en 1909 sous le nom de Dundee Hibernian, le club adopte son nom actuel en 1923. Traditionnellement, les joueurs de United sont surnommés « les Terreurs » ou « les Mandarines » et leurs supporters « les Arabes. »
Le club joue en tenue mandarine depuis août 1969 et évolue au Tannadice Park depuis sa création en 1909. United est un membre fondateur de la Scottish Premier League (SPL) en 1998, et est resté présent dans la compétition jusqu'à ce qu'elle soit abolie en 2013 pour faire place à la structure de la SPFL. United est relégué en 2016 en Scottish Championship, le deuxième niveau de la SPFL, avant d'être promu à nouveau en Scottish Premiership en 2020.
Sur le plan national, le club remporte la Scottish Premier Division une seule fois en 1983, la Coupe d'Écosse à deux reprises (1979 et 1980). Dundee United est apparu en compétition européenne pour la première fois lors de la saison 1966-1967, continuant à apparaître en Europe lors de 14 saisons successives à partir de 1976. Il a également atteint les demi-finales de la Coupe des clubs champions en 1984 et la finale de la Coupe UEFA en 1987.
Le club dispute le derby de Dundee contre son rival local du Dundee FC ; il s'agit du derby le plus proche géographiquement en Grande-Bretagne, car le stade de Dens Park est situé pratiquement à côté du Tannadice Park. Dundee United a remporté le derby 81 fois, Dundee FC 49 fois, et il y a eu 44 nuls entre ces deux rivaux.

## Histoire

### Débuts (1909–1959)

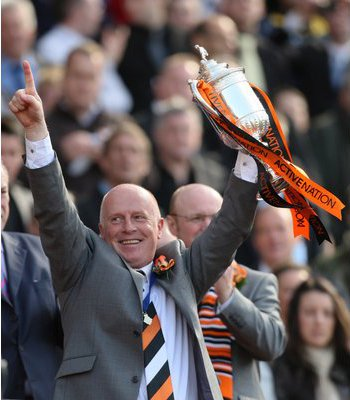
L'entraîneur Peter Houston célébrant la victoire de Dundee United en finale de Coupe d'Écosse

Suivant l'exemple du Hibernian FC d'Édimbourg, la communauté irlandaise catholique de Dundee fonde en 1909 le Dundee Hibernian. Ceci fait suite à une première tentative avec le Dundee Harp FC qui officia de 1879 à 1897. Le club dispute son premier match face à Hibernian le 18 août 1909 (1-1) et intègre la Scottish Football League l'année suivante. L'équipe participe aussi à la Central Football League lors de la saison 1920-1921. Dundee United joue dès le début à Tannadice Park (précédemment connu sous le nom de Clepington Park), nommé d'après la rue sur laquelle il est situé - Tannadice Street. Après avoir été sauvé de la faillite en octobre 1923 par un groupe d'hommes d'affaires de Dundee, le club change de nom pour devenir Dundee United afin d'élargir son audience en gommant toutes références religieuses. Entre 1925 et 1932, United est promu et relégué trois fois entre la première et la deuxième division, remportant le titre de Scottish Football League Second Division en 1925 et 1929.

### Promotion dans l'élite (1959–1971)
Le club fait des progrès significatifs lorsque Jerry Kerr en devient entraîneur en 1959. L'équipe de Kerr est promue dès sa première saison et devient une équipe établie de première division, où elle reste jusqu'en 1995.
L'une des principales caractéristiques du mandat de Kerr est le renforcement de l'équipe par des joueurs scandinaves, avec notamment les signatures de Lennart Wing, Finn Døssing, Mogens Berg, Finn Seemann et Orjan Persson.
C'est au cours de cette période que Dundee United se qualifie pour la première fois pour une compétition européenne, en éliminant les tenants du titre de la Coupe des villes de foires, le FC Barcelone, lors de leurs débuts en Europe en 1966.

### L'ère Jim McLean (1971–1993)
Jim McLean succède à Kerr en 1971 et c'est sous sa direction que le club connaît la période la plus faste de son histoire. L'ère de McLean est connue pour sa politique axée sur la jeunesse et l'offre de contrats à long terme qui ont permis à de futurs joueurs internationaux écossais tels que Dave Narey, Paul Sturrock, Paul Hegarty, Davie Dodds, Eamonn Bannon and Maurice Malpas de passer la majeure partie de leur carrière au sein du club.
Dundee United remporte son premier grand titre sous McLean, remportant la Coupe de la Ligue en 1979 et à nouveau en 1980. Ils sont couronnés champions de Premier Division en 1983.
Le club connaît également le succès en Europe, atteignant les demi-finales de la Coupe des clubs champions européens en 1984 et la finale de la Coupe UEFA en 1987, cette dernière campagne étant marquée par une nouvelle élimination de Barcelone au cours des premiers tours (100 % de victoires sur les Espagnols dans les compétitions européennes),. Malgré sa défaite en finale face à l'IFK Göteborg, le club reçoit le prix du fair-play de la FIFA.
McLean prend sa retraite en tant qu'entraîneur en 1993, mais reste président du club.

### Victoires en Coupe d'Écosse et relégation (1993–2016)
Dundee United remporte la Coupe d'Écosse pour la première fois en 1994 sous la direction du successeur de McLean, Ivan Golac, mais est relégué en 1995, avant de revenir en Premier Division un an plus tard.
Après plusieurs changements au sein du conseil d'administration, le club est racheté à McLean en 2002 par l'ancien cofondateur et directeur général de Morning Noon and Night, Eddie Thompson. Fan de Dundee United depuis toujours, Thompson investit massivement dans l'équipe pour tenter de rivaliser avec les dépenses importantes qui suivent la formation de la Scottish Premier League, mais peu de progrès sont réalisés jusqu'à ce que Craig Levein devienne entraîneur en 2006. Levein fait de Dundee United un club du top 6, se qualifiant régulièrement pour l'Europe, avant de quitter le club pour prendre le poste de sélectionneur de l'équipe nationale écossaise en 2009.
Avec les fondations de l'équipe en place, Dundee United remporte la Coupe d'Écosse pour la deuxième fois en 2010 sous la direction de Peter Houston.
Après plusieurs saisons relativement réussies, une série de mauvais résultats en Premiership conduit Dundee United à la relégation en 2016.

### Scottish Championship et batailles pour la montée (2016–2020)
La première saison de Dundee United en Championship se déroule sous la direction de Ray McKinnon. Dundee United remporte la Challenge Cup en battant St Mirren 2–1 en finale et atteint la finale des barrages de montée pour la Premiership. Ils s'inclinent cependant de justesse 1–0 face à Hamilton. La deuxième saison en deuxième division est moins réussie, l'entraîneur McKinnon est licencié et remplacé par Csaba László ; après une saison très décevante, Dundee United s'incline en demi-finale des barrages face au futur promu, Livingston. Après un mauvais départ lors de la After a poor start to the saison 2018–2019, l'entraîneur est de nouveau licencié et remplacé par Robbie Neilson. L'équipe termine deuxième de Championship mais perd en barrages contre St Mirren, manquant quatre tirs au but lors de la séance. Dundee United commence la started the saison 2019–2020 avec une forme de champion, conservant la première place depuis la première journée, mais la saison est reportée en raison de la pandémie de Covid-19 le 13 mars 2020. Le 15 avril 2020, le plan de la SPFL proposant de mettre un terme à la saison est approuvé. Une avance de 14 points sur le deuxième Inverness CT permet à Dundee United d'être sacré champion et d'être promu à nouveau en Premiership. Le 21 juin 2020, le club annonce qu'il se sépare de son entraîneur Robbie Neilson, qui accepte de retourner au Heart of Midlothian qui vient d'être relégué.

### Retour en Scottish Premiership (2020-2023)
Avant le début de la saison 2020-2021, Dundee United embauche l'entraîneur de Tranmere Rovers Micky Mellon pour remplacer Neilson, et commence sa saison à domicile contre les rivaux de Tayside, St Johnstone, faisant match nul 1–1. Lors de sa In their première saison de retour dans l'élite, Dundee United termine à la 9e place, tout en atteignant la demi-finale de la Coupe d'Écosse, perdue contre Hibernian.
En mai 2021, Mellon quitte le club et est remplacé le 7 juin par Tam Courts. La première saison de Courts en tant qu'entraîneur de Dundee United voit l'équipe terminer à la 4e place, sa meilleure position depuis 2014, et se qualifier pour le troisième tour de qualification de la Conference League.
Dundee United est éliminé au troisième tour de qualification par l'AZ Alkmaar après une défaite 7–1 sur l'ensemble des deux matchs, en s'inclinant 7–0 à l'extérieur, égalant ainsi le record de défaite pour un club écossais en compétition européenne. Le 28 août 2022, Dundee United commence la saison 2022–2023 de façon médiocre, battu 9-0 à domicile par le Celtic le 28 août 2022.

### Rélegation
A l'issue de la saison, le club est relégué à la deuxième division. La saison suivante, le club est promu de nouveau.

## Identité

### Logos

Logo jusqu'en 2022.
Logo depuis 2022.

## Bilan sportif

### Palmarès
| Compétitions nationales | Compétitions internationales                                                                                 |
| - Championnat d'Écosse (1) : - Champion : 1983 - Championnat d'Écosse de deuxième division (4) : - Champion : 1925, 1929, 2020 et 2024 - Coupe d'Écosse (2) : - Vainqueur : 1994 et 2010 - Finaliste : 1974, 1981, 1985, 1987, 1988, 1991, 2005 et 2014 - Coupe de la Ligue d'Écosse (2) : - Vainqueur : 1980 et 1981 - Finaliste : 1982, 1985, 1998, 2008 et 2015 - Scottish Challenge Cup (1) : - Vainqueur : 2017 - Finaliste : 1996 - Scottish War Emergency Cup (0) : - Finaliste : 1940 - Summer Cup (0) : - Finaliste : 1965 - City of Discovery Cup (1) : - Vainqueur : 2005 | - Coupe d'Europe des clubs champions (0) : - Demi-finaliste en 1983-84 - Coupe UEFA (0) : - Finaliste : 1987 |

### Bilan européen

#### Bilan
| Compétition                | P  | M   | V  | N  | D  | BP  | BC  | Diff. |
| -------------------------- | -- | --- | -- | -- | -- | --- | --- | ----- |
| Ligue des champions (C1)   | 1  | 8   | 5  | 1  | 2  | 14  | 5   | +9    |
| Coupe des coupes (C2)      | 3  | 10  | 3  | 3  | 4  | 9   | 10  | -1    |
| Ligue Europa (C3)          | 19 | 82  | 32 | 25 | 25 | 131 | 90  | +41   |
| Ligue Conférence (C4)      | 2  | 6   | 3  | 2  | 1  | 7   | 11  | -4    |
| Coupe des villes de foires | 3  | 10  | 5  | 1  | 4  | 11  | 12  | -1    |
| Total                      | 28 | 116 | 48 | 32 | 36 | 172 | 128 | +44   |

#### Résultats
Légende
- Victoire ou qualification pour le tour suivant
- Match nul
- Défaite ou élimination de la compétition

Note : dans les résultats ci-dessous, le score du club est toujours donné en premier.
| Saison    | Compétition                | Tour                | Club                     | Domicile | Extérieur | Total             |
| --------- | -------------------------- | ------------------- | ------------------------ | -------- | --------- | ----------------- |
| 1966-1967 | Coupe des villes de foires | Seizièmes de finale | FC Barcelone             | 2 - 0    | 2 - 1     | 4 - 1             |
| 1966-1967 | Coupe des villes de foires | Huitièmes de finale | Juventus FC              | 1 - 0    | 0 - 3     | 1 - 3             |
| 1969-1970 | Coupe des villes de foires | 32es de finale      | Newcastle United         | 1 - 2    | 0 - 1     | 1 - 3             |
| 1970-1971 | Coupe des villes de foires | 32es de finale      | Grasshoppers Zurich      | 3 - 2    | 0 - 0     | 3 - 2             |
| 1970-1971 | Coupe des villes de foires | Seizièmes de finale | Sparta Prague            | 1 - 0    | 1 - 3     | 2 - 3             |
| 1974-1975 | Coupe des coupes           | Seizièmes de finale | Jiul Petroșani           | 3 - 0    | 0 - 2     | 3 - 2             |
| 1974-1975 | Coupe des coupes           | Huitièmes de finale | Bursaspor                | 0 - 0    | 0 - 1     | 0 - 1             |
| 1975-1976 | Coupe UEFA                 | 32es de finale      | ÍBK Keflavík             | 4 - 0    | 2 - 0     | 6 - 0             |
| 1975-1976 | Coupe UEFA                 | Seizièmes de finale | FC Porto                 | 1 - 2    | 1 - 1     | 2 - 3             |
| 1977-1978 | Coupe UEFA                 | 32es de finale      | KB Copenhague            | 1 - 0    | 0 - 3     | 1 - 3             |
| 1978-1979 | Coupe UEFA                 | 32es de finale      | Standard de Liège        | 0 - 0    | 0 - 1     | 0 - 1             |
| 1979-1980 | Coupe UEFA                 | 32es de finale      | RSC Anderlecht           | 0 - 0    | 1 - 1     | 1E - 1            |
| 1979-1980 | Coupe UEFA                 | Seizièmes de finale | Diósgyőri VTK            | 0 - 1    | 1 - 3     | 1 - 4             |
| 1980-1981 | Coupe UEFA                 | 32es de finale      | Śląsk Wrocław            | 7 - 2    | 0 - 0     | 7 - 2             |
| 1980-1981 | Coupe UEFA                 | Seizièmes de finale | KSC Lokeren              | 1 - 1    | 0 - 0     | 1 - 1E            |
| 1981-1982 | Coupe UEFA                 | 32es de finale      | AS Monaco                | 1 - 2    | 5 - 2     | 6 - 4             |
| 1981-1982 | Coupe UEFA                 | Seizièmes de finale | Borussia Mönchengladbach | 5 - 0    | 0 - 2     | 5 - 2             |
| 1981-1982 | Coupe UEFA                 | Huitièmes de finale | SV Winterslag            | 5 - 0    | 0 - 0     | 5 - 0             |
| 1981-1982 | Coupe UEFA                 | Quarts de finale    | Radnički Niš             | 2 - 0    | 0 - 3     | 2 - 3             |
| 1982-1983 | Coupe UEFA                 | 32es de finale      | PSV Eindhoven            | 1 - 1    | 2 - 0     | 3 - 1             |
| 1982-1983 | Coupe UEFA                 | Seizièmes de finale | Viking FK                | 0 - 0    | 3 - 1     | 3 - 1             |
| 1982-1983 | Coupe UEFA                 | Huitièmes de finale | Werder Brême             | 2 - 1    | 1 - 1     | 3 - 2             |
| 1982-1983 | Coupe UEFA                 | Quarts de finale    | Bohemians Prague         | 0 - 0    | 0 - 1     | 0 - 1             |
| 1983-1984 | Coupe des clubs champions  | Seizièmes de finale | Ħamrun Spartans          | 3 - 0    | 3 - 0     | 6 - 0             |
| 1983-1984 | Coupe des clubs champions  | Huitièmes de finale | Standard de Liège        | 4 - 0    | 0 - 0     | 4 - 0             |
| 1983-1984 | Coupe des clubs champions  | Quarts de finale    | Rapid Vienne             | 1 - 0    | 1 - 2     | 2E - 2            |
| 1983-1984 | Coupe des clubs champions  | Demi-finales        | AS Rome                  | 2 - 0    | 0 - 3     | 2 - 3             |
| 1984-1985 | Coupe UEFA                 | 32es de finale      | AIK Solna                | 3 - 0    | 0 - 1     | 3 - 1             |
| 1984-1985 | Coupe UEFA                 | Seizièmes de finale | LASK Linz                | 5 - 1    | 2 - 1     | 7 - 2             |
| 1984-1985 | Coupe UEFA                 | Huitièmes de finale | Manchester United        | 2 - 3    | 2 - 2     | 4 - 5             |
| 1985-1986 | Coupe UEFA                 | 32es de finale      | Bohemian FC              | 2 - 2    | 5 - 2     | 7 - 4             |
| 1985-1986 | Coupe UEFA                 | Huitièmes de finale | Vardar Skopje            | 2 - 0    | 1 - 1     | 3 - 1             |
| 1985-1986 | Coupe UEFA                 | Seizièmes de finale | Neuchâtel Xamax          | 2 - 1    | 1 - 3 ap  | 3 - 4             |
| 1986-1987 | Coupe UEFA                 | 32es de finale      | RC Lens                  | 2 - 0    | 0 - 1     | 2 - 1             |
| 1986-1987 | Coupe UEFA                 | Seizièmes de finale | Universitatea Craiova    | 3 - 0    | 0 - 1     | 3 - 1             |
| 1986-1987 | Coupe UEFA                 | Huitièmes de finale | Hajduk Split             | 2 - 0    | 0 - 0     | 2 - 0             |
| 1986-1987 | Coupe UEFA                 | Quarts de finale    | FC Barcelone             | 1 - 0    | 2 - 1     | 3 - 1             |
| 1986-1987 | Coupe UEFA                 | Demi-finales        | Borussia Mönchengladbach | 0 - 0    | 2 - 0     | 2 - 0             |
| 1986-1987 | Coupe UEFA                 | Finale              | IFK Göteborg             | 1 - 1    | 0 - 1     | 1 - 2             |
| 1987-1988 | Coupe UEFA                 | 32es de finale      | Coleraine FC             | 3 - 1    | 1 - 0     | 4 - 1             |
| 1987-1988 | Coupe UEFA                 | Seizièmes de finale | TJ Vítkovice             | 1 - 2    | 1 - 1     | 2 - 3             |
| 1988-1989 | Coupe des coupes           | Seizièmes de finale | Floriana FC              | 1 - 0    | 0 - 0     | 1 - 0             |
| 1988-1989 | Coupe des coupes           | Huitièmes de finale | Dinamo Bucarest          | 0 - 1    | 1 - 1     | 1 - 2             |
| 1989-1990 | Coupe UEFA                 | 32es de finale      | Glentoran FC             | 2 - 0    | 3 - 1     | 5 - 1             |
| 1989-1990 | Coupe UEFA                 | Seizièmes de finale | Royal Antwerp            | 3 - 2    | 0 - 4     | 3 - 6             |
| 1990-1991 | Coupe UEFA                 | 32es de finale      | FH Hafnarfjörður         | 2 - 2    | 3 - 1     | 5 - 3             |
| 1990-1991 | Coupe UEFA                 | Seizièmes de finale | Vitesse Arnhem           | 0 - 4    | 0 - 1     | 0 - 5             |
| 1993-1994 | Coupe UEFA                 | 32es de finale      | Brøndby IF               | 3 - 1    | 0 - 2     | 3 - 3E            |
| 1994-1995 | Coupe des coupes           | Seizièmes de finale | Tatran Prešov            | 3 - 2    | 1 - 3     | 4 - 5             |
| 1997-1998 | Coupe UEFA                 | Premier tour Q      | CE Principat             | 9 - 0    | 8 - 0     | 17 - 0            |
| 1997-1998 | Coupe UEFA                 | Deuxième tour Q     | Trabzonspor              | 1 - 1    | 0 - 1     | 1 - 2             |
| 2005-2006 | Coupe UEFA                 | Deuxième tour Q     | MyPa-47                  | 2 - 2    | 0 - 0     | 2 - 2E            |
| 2010-2011 | Ligue Europa               | Barrages Q          | AEK Athènes              | 0 - 1    | 1 - 1     | 1 - 2             |
| 2011-2012 | Ligue Europa               | Deuxième tour Q     | Śląsk Wrocław            | 3 - 2    | 0 - 1     | 3 - 3E            |
| 2012-2013 | Ligue Europa               | Troisième tour Q    | Dynamo Moscou            | 2 - 2    | 0 - 5     | 2 - 7             |
| 2022-2023 | Ligue Europa Conférence    | Troisième tour Q    | AZ Alkmaar               | 1 - 0    | 0 - 7     | 1 - 7             |
| 2025-2026 | Ligue Conférence           | Deuxième tour Q     | UNA Strassen             | 1 - 0    | 1 - 0     | 2 - 0             |
| 2025-2026 | Ligue Conférence           | Troisième tour Q    | Rapid Vienne             | 2 - 2 ap | 2 - 2     | 4 - 4 (4 - 5 tab) |

## Rivalités
Dundee United entretient une rivalité locale avec le club de Dundee FC. Leurs stades sont en effet distants d'une centaine de mètres.
Dans les années fastes (fin des années 70 et début des années 80), Dundee United dispute les premiers rôles en championnat durant plusieurs saisons avec le club d'Aberdeen FC entrainé par Alex Ferguson. Cette opposition prend le nom de "New Firm" en référence à l'historique "Old Firm" entre les deux grands clubs de Glasgow (Rangers et Celtic).
Il y a le derby de la Tayside contre l'équipe de la ville de Perth, le St Johnstone FC. Les deux équipes se sont notamment affrontées en finale de la coupe d'Ecosse 2014 remportée par St Johnstone FC.

## Dans la culture populaire
Au Nigeria, un « Dundee United » est synonyme d'idiot.

## Joueurs et personnalités du club

### Entraîneurs
- 1923-1931, 1934-1936, 1938-1939 :  Jimmy Brownlie 456m (185v, 94n, 177d)
- 1971-1993 :  Jim McLean 1.112m (535v, 270n, 307d)
- oct. 2018-2020 :  Robbie Neilson
- 2021-2022 :  Tam Courts
- 2022-août 2022 :  Jack Ross
- sep. 2022-fév. 2023 :  Liam Fox
- depuis mars 2023 :  Jim Goodwin

### Personnalités emblématiques
Dundee United a inauguré son Hall of Fame en 2008. Sont répertoriés sur le site officiel en tant que membres:
- Eamonn Bannon
- Dave Bowman
- Craig Brewster
- Jimmy Briggs
- Jimmy Brownlie
- Kenny Cameron
- John Clark
- Johnny Coyle
- Christian Dailly
- Sandy Davie
- Seán Dillon
- Davie Dodds
- Finn Døssing
- George Fleming
- Stewart Fraser
- Kevin Gallacher
- Dennis Gillespie
- Ivan Golac
- Richard Gough
- Billy Hainey
- Johnny Hart
- Paul Hegarty
- John Holt
- Duncan Hutchison
- Jim Irvine
- Jerry Kerr
- Billy Kirkwood
- Frank Kopel
- Don Mackay
- Maurice Malpas
- Hamish McAlpine
- Jim McInally
- Peter McKay
- Billy McKinlay
- Andy McLaren
- Jim McLean
- Alan Main
- Tommy Millar
- Arthur Milne
- Ralph Milne
- Ian Mitchell
- David Narey
- Tommy Neilson
- Kjell Olofsson
- Mixu Paatelainen
- Graeme Payne
- Erik Pedersen
- Örjan Persson
- Willie Pettigrew
- Iain Phillip
- Frank Quinn
- Ian Redford
- John Reilly
- Pat Reilly
- Andy Rolland
- Doug Smith
- Derek Stark
- Paul Sturrock
- Billy Thomson
- Guido van de Kamp
- Brian Welsh
- Lee Wilkie
- Davie Wilson
- Lennart Wing